# Birken (Lohmar)
Birken ist ein Weiler, der zur Stadt Lohmar im Rhein-Sieg-Kreis in Nordrhein-Westfalen gehört.

## Geographie
Birken liegt im Nordwesten von Lohmar. Umliegende Ortschaften und Weiler sind Honrath im Norden, Burg Honrath, Agger und Naafshäuschen im Nordosten, Gut Windlöck im Osten, Schloss Auel und Gut Rosauel im Südosten, Wahlscheid im Süden, Scheid und Weilerhohn im Südwesten, Heiden und Stumpf im Westen sowie Meinenbroich im Nordwesten.
Nördlich von Birken entspringt der Birker Bach (2,4 km lang) und südlich fließt der Steffenbach. Beides sind orographisch rechte Nebenflüsse der Agger.

## Geschichte
Im Jahre 1885 hatte der Weiler „Oberste Birken“ 44 Einwohner, die in acht Häusern lebten; „Unterste Birken“ war ein Einzelhaus mit sieben Einwohnern.
Bis 1969 gehörte Birken zu der bis dahin eigenständigen Gemeinde Wahlscheid.

## Verkehr
- Birken liegt an der Kreisstraße 49.
- Der nächstgelegene Bahnhof befindet sich in Lohmar-Honrath bei Jexmühle.
- Die Buslinien 546 und 558 verbinden den Ort mit Lohmar, Siegburg und Wahlscheid. Birken gehört zum Tarifgebiet des Verkehrsverbund Rhein-Sieg (VRS).[5]
- Ein Anruf-Sammeltaxi ergänzt das Angebot im ÖPNV.